# Аткарский уезд

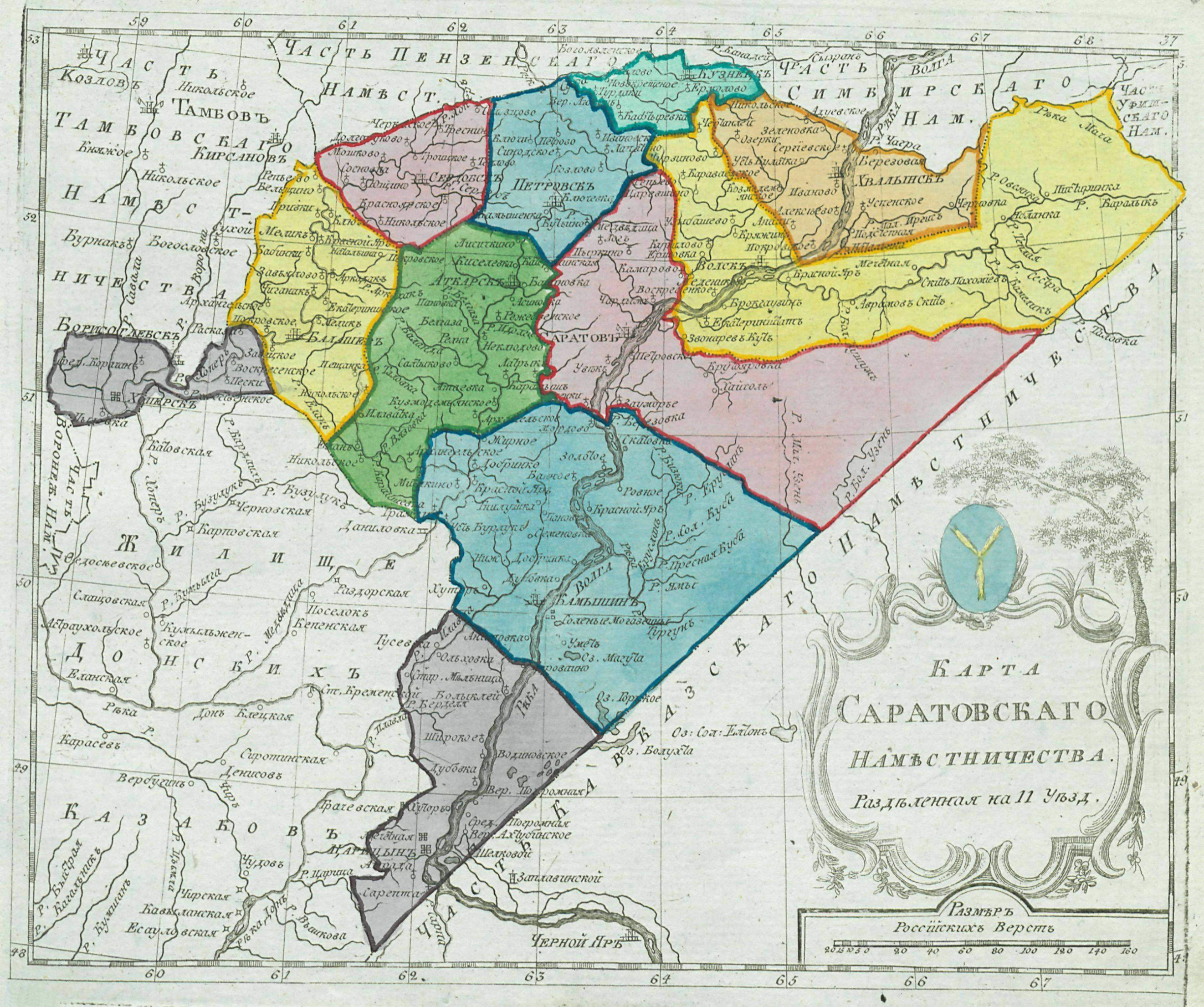
Аткарский уезд (зелёный цвет) на карте Саратовского наместничества в 1792 году

Атка́рский уе́зд — административно-территориальная единица Саратовской губернии, существовавшая в 1780—1928 годах.
Уездный город — Аткарск, основан в 1781 году, на месте селения Еткара упоминаемого с XIV столетия, при впадении реки Аткары в Медведицу.

## Географическое положение
Уезд располагался и занимал среднюю часть и юго-западный угол Саратовской губернии, граничил с областью Войска Донского. Площадь уезда составляла в 1897 году 10 999,8 верст² (12 518 км²), в 1926 году — 9 205 км².
Аткарский уезд был расположен по течению реки Медведицы которая, до постройки Тамбово-Саратовской и Грязе-Царицынской железных дорог, имела большое народно-хозяйственное значение для края.

## История
Уезд образован в 1780 году, Высочайшим указом от 11 января, в составе Саратовского наместничества в результате реформы Екатерины Великой, селение пахотных солдат Еткара переименован в Аткарск и образован Аткарский уезд.
Указом от 11 декабря 1796 года велено было упразднить Саратовскую губернию, и с декабря 1796 года по март 1797 года уезд — в составе Пензенской губернии, а город Аткарск стал поселением. 
На начало XX века население уезда занимается в основном земледелием, и преобладали посевы: на севере уезда ржи, на юге яровой пшеницы. На конец XIX века урожай хлебов на десятину в среднем: ржи — 49 пудов, овса — 43 пуда, яровой пшеницы — 35 пудов. Лесов в уезде было мало.
В период 1884 — 1886 годов в Аткарском уезде проводилось сплошное исследование владельческого хозяйства, и по данным на 1886 год в уезде имелось 39 966 пчелиных ульев.
В личном землевладении, на 1890 год, было у всех сословий земли — 561 350 десятин, с распределением по сословиям у:
- дворян — 444 703 десятины;
- купцов — 91 701 десятина;
- поселян — 2 837 десятин;
- мещан — 6 637 десятин;
- крестьян — 15 048 десятин;
- прочих — 424 десятины.

В уезде было заведений промышленных — 1 159 и торговых — 535 (трактиров и кабаков — 224, лавок — 311), а большие базары бывали в Елани и Баланде.
В 1904 — 1905 годах в уезде происходили крестьянские волнения. Так в ноябре 1905 года в селе Колено, в Коленской волости, усадьба (имение) фон Минха была разграблена и сожжена бунтующими крестьянами, уничтожен господский дом, жилые и нежилые постройки, расхитили запасы хлеба, имущество, принадлежащее экономии, и размер причиненного убытка составил 150 000 рублей
30 октября 1920 года из Аткарского уезда в Трудовую коммуну немцев Поволжья были переданы Гречино-Лукская, . Упразднены Еланская Русская (территория передана в Еланскую волость), Журавская (территория передана в Краишевскую волость),
18 июня 1921 года из Аткарского уезда в Еланский были переданы Александровская, Богородская, Волковская, Еланская, . Были упразднены Верхне-Берёзовская (территория передана в Богородскую волость Еланского уезда), Верхне-Березовская (территория передана в Богородскую волость) волости.
12 ноября 1923 года были упразднены Берёзовская (территория передана в Больше-Екатеринскую волость), Больше-Дмитриевская (территория передана в Рыбушанскую волость Саратовского уезда), Больше-Ольшанская (территория передана в Баландинскую волость), Варыпаевская (территория передана в Кологривовскую волость), Грязнухинская (территория передана в Краишевскую волость), Даниловская (территория передана в Аткарскую волость), Дивовская (территория передана в Баландинскую волость),
В 1928 году Аткарский уезд был упразднён, на его территории образован Аткарский район Саратовского округа Нижне-Волжской области (позднее Нижне-Волжского края).

## Население
По данным переписи 1897 года в уезде проживало 289 813 человек обоего полу. В городе Аткарск проживало 7 300 чел.
На 1907 год в уезде проживало около 290 500 человек с учётом уездного города (около 10 000), большей частью великорусов, немцев-колонистов (14 000). 
По итогам всесоюзной переписи населения 1926 года население уезда составило 280 773 человек, из них городское (город Аткарск) — 19 348 человек.

### Языковой состав
Родной язык населения Аткарского уезда по данным переписи 1897 года:
| Язык                       | Численность, чел. | Доля     |
| -------------------------- | ----------------- | -------- |
| Русский («великорусский»)  | 235 320           | 81,20 %  |
| Украинский («малорусский») | 38 912            | 13,43 %  |
| Немецкий                   | 14 716            | 5,08 %   |
| Другие                     | 865               | 0,29 %   |
| Итого                      | 289 813           | 100,00 % |

## Административное деление
В 1890 году в состав уезда входило 40 волостей:
| № п/п | Волость                | Волостное правление     | Число селений | Население |
| ----- | ---------------------- | ----------------------- | ------------- | --------- |
| 1     | Александровская        | с. Александровка        | 5             | 4120      |
| 2     | Аткарская              | г. Аткарск              | 7             | 6905      |
| 3     | Баландинская           | с. Баланда              | 3             | 9094      |
| 4     | Байшевская             | с. Байшевка             | 4             | 1320      |
| 5     | Берёзовская            | с. Березовка            | 18            | 5102      |
| 6     | Богородская            | с. Вязовка              | 5             | 11187     |
| 7     | Больше-Дмитриевская    | с. Большая Дмитриевка   | 2             | 2860      |
| 8     | Больше-Екатериновская  | с. Большая Екатериновка | 15            | 6197      |
| 9     | Больше-Ольшанская      | с. Большая Ольшанка     | 2             | 4300      |
| 10    | Варыпаевская           | с. Варыпаевка           | 11            | 5936      |
| 11    | Галаховская            | с. Галахово             | 18            | 5889      |
| 12    | Голицынская            | с. Голицыно             | 7             | 4589      |
| 13    | Даниловская            | с. Даниловка            | 12            | 6918      |
| 14    | Дивовская              | с. Дивовка              | 5             | 3670      |
| 15    | Еланская               | с. Елань                | 3             | 9953      |
| 16    | Киселевско-Чемезовская | с. Чемизовка            | 15            | 5590      |
| 17    | Ковыловская            | с. Ковыловка            | 13            | 4760      |
| 18    | Кологривская           | с. Кологривовка         | 12            | 5626      |
| 19    | Колокольцевская        | с. Колокольцовка        | 2             | 2608      |
| 20    | Коленская              | с. Колено               | 22            | 6655      |
| 21    | Копенская              | с. Большие Копены       | 6             | 5221      |
| 22    | Краишевская            | с. Краишево             | 3             | 12609     |
| 23    | Лопуховская            | с. Лопуховка            | 13            | 5150      |
| 24    | Матышевская            | с. Матышево             | 5             | 14743     |
| 25    | Медведицкая волость    | с. Крестовый Буерак     | 5             | 16655     |
| 26    | Невежкинская           | с. Невежкино            | 3             | 6055      |
| 27    | Переездинская          | с. Переезд              | 12            | 7256      |
| 28    | Рельнская              | с. Большая Рельня       | 6             | 5886      |
| 29    | Салтыковская           | с. Салтыково            | 7             | 6227      |
| 30    | Сластушинская          | с. Сластуха             | 8             | 9749      |
| 31    | Сосновская             | с. Сосновка             | 8             | 5026      |
| 32    | Софьинская             | с. Софьино              | 7             | 4439      |
| 33    | Таловская              | с. Таловка              | 6             | 5670      |
| 34    | Терновская             | сл. Терновая            | 9             | 9913      |
| 35    | Фёдоровская            | с. Федоровка            | 9             | 4062      |
| 36    | Чадаевская             | с. Чадаевка             | 3             | 3778      |
| 37    | Шереметьевская         | с. Шереметьевка         | 5             | 3818      |
| 38    | Широко-Карамышевская   | с. Широкий Карамыш      | 3             | 3933      |
| 39    | Широко-Уступская       | с. Широкий Уступ        | 9             | 8312      |
| 40    | Шкловская              | с. Шклово               | 6             | 2898      |

В 1913 году в уезде было 42 волости: Байшевская волость преобразована в Хвощинскую (с. Хвощинка), Федоровская — в Лысогорскую (с. Лысые Горы), образованы Судачьинская (с. Большое Судачье) и Терсинская (с. Терса) волости.